# Area naturale marina protetta Capo Caccia - Isola Piana
L'area naturale marina protetta Capo Caccia - Isola Piana (in catalano: Área natural marina protegida de Cap de la Caça-Illa Plana, in sardo: Aréa naturale marina protegida de Cabu Catza-Isula Piana), più conosciuta in modo abbreviato come AMP Capo Caccia, è un'area marina protetta italiana. Si trova in Sardegna ed è stata istituita dal Ministero dell'Ambiente nel 2002 al fine di proteggere un tratto di costa del Mediterraneo. È situata nel territorio amministrativo di Alghero, città della porzione nord-occidentale dell'isola. È classificata come Area Specialmente Protetta di Interesse Mediterraneo.
La denominazione deriva dalla prima stesura dell'elenco delle aree marine protette, che comprendeva la zona di Capo Caccia e dell'Isola Piana, alle quali, successivamente, sono state aggiunte le zone del golfo di Porto Conte e di Punta Giglio fino al limite di Capo Galera.

## Territorio

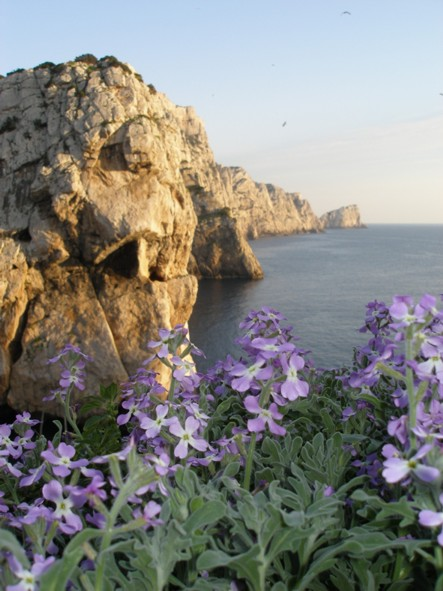
Primavera sull'Isola Piana.

La zona è caratterizzata dalla presenza di promontori calcarei, risalenti al periodo cretacico, affacciati a picco sul mare con imponenti formazioni a falesia, che raggiungono l'altezza di oltre 300 metri a Punta Cristallo. L'area marina è delimitata dalla Punta delle Gessiere a nord e da Capo Galera a sud, e comprende una vasta porzione di mare che racchiude anche il golfo di Porto Conte.
L'area protetta è suddivisa in tre zone, secondo il livello di tutela cui sono sottoposte:
- zona A, riserva integrale - le zone di protezione assoluta sono due, ubicate la prima presso Punta Sant'Antonio e Cala Porto Agre, e la seconda presso la parte ovest dell'Isola Piana; all'interno di tali zone non è possibile accedere se non per motivazioni scientifiche di controllo e di studio;
- zona B, riserva generale - comprende il tratto di costa da Punta delle Gessiere fino alla Cala del Bollo e dalla Punta del Cerchio a Capo Galera;
- zona C, riserva parziale - include interamente la baia di Porto Conte, escudendo un tratto di mare definito corridoio di accesso, ed il tratto di costa intorno alle zone B.

Solamente nelle acque delle zone B e C è consentita l'immersione subacquea e la pesca professionale. La pesca subacquea non è consentita. Per l'immersione in grotta e la pesca sportiva con la lenza e la canna è necessario richiedere apposita autorizzazione.
Gli imponenti massicci calcarei, che precipitano nel mare con ripide pareti, ospitano numerose grotte, sia di superficie sia sommerse. La più famosa grotta di superficie è la Grotta di Nettuno, raggiungibile da terra attraverso una scala (Escala del Cabirol) che scende lungo la falesia fino al suo ingresso. La grotta è raggiungibile anche via mare con un battello che salpa dal porto di Alghero. Tra le numerose grotte sommerse va citata la Grotta di Nereo.

## Flora
L'immediato entroterra, il cui territorio è tutelato dal Parco naturale regionale di Porto Conte, è caratterizzato dalla tipica vegetazione a macchia mediterranea, alla quale si alternano formazioni forestali a lecceta (Quercus ilex), che si affacciano direttamente sul mare come a Punta Giglio.
Lo sviluppo della flora marina è influenzato dalla morfologia dei fondali sui quali vegeta. Sulle rocce calcaree sommerse alla base delle scogliere e, più in generale, sui fondali rocciosi lungo la costa vegetano alghe brune appartenenti al genere Cystoseira e specie come la pavonia (Padina pavonica). Le alghe verdi sono rappresentate dalla specie Dasycladus clavaeformis. Nelle zone in cui il moto ondoso è meno intenso e violento si possono trovare formazioni di alghe rosse appartenenti alla specie Lithophyllum tortuosum. I fondali sabbiosi sono invece dominati dalle praterie di posidonia (Posidonia oceanica), che occupano la maggior parte della baia di Porto Conte. Queste praterie offrono l'habitat ideale per molte specie di pesci e crostacei. Nei tratti costieri più vicini alla riva si possono inoltre osservare formazioni algali caratterizzate dai generi Cymodocea e Caulerpa, specialmente dove il substrato è arricchito dalla sostanza organica.

## Fauna

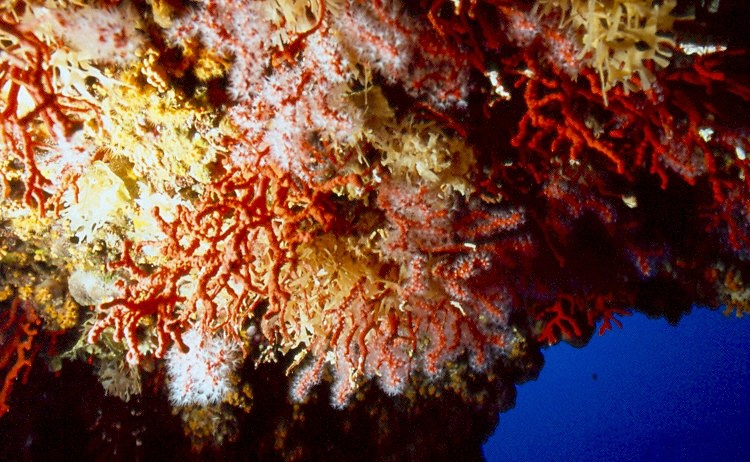
Colonie di corallo rosso nella Grotta di Nereo.

Così come avviene per la flora anche la distribuzione della fauna marina risulta essere influenzata dalla tipologia e dalle caratteristiche geomorfologiche dei fondali. Le rocce calcaree sommerse delle falesie ed i fondali rocciosi in genere sono colonizzati da poriferi, come le calcisponge e le demosponge (o spugne silicee), e molluschi litofagi del genere Lithophaga. Vi si instaurano, inoltre, diversi policheti serpulidi come Pomatoceros triqueter e Serpula vermicularis, ed anellidi del sottordine Sabellida appartenenti alle specie Spirographis spallanzanii e Sabella penicillus. I molluschi sono rappresentati dalla specie Vermetus triquetrus.
Lungo il piano infralitorale si insedia il cirripede Balanus perforatus mentre il piano mesolitorale è occupato da balanidi della specie dente di cane (Chthamalus stellatus). Dalla profondità di 15 metri si trovano colonie formate da gorgonie appartenenti al genere Eunicella, che si associano a specie come la gorgonia rossa (Paramuricea clavata). Nei pressi della Grotta Verde si trova l'unico madreporario costituito da una colonia di madrepora a cuscino (Cladocora caespitosa). Gli ambienti delle grotte sommerse ospitano importanti formazioni di pre-coralligeno dominate dal ficodindia di mare (Halimeda tuna) e, nelle zone ombrose si trovano insediamenti di calciosponge, appartenenti al genere Clathrina, ed appariscenti distese dell'esacorallo margherita di mare (Parazoanthus axinellae) e di spettacolari Leptopsammia pruvoti. Non manca, inoltre, il corallo rosso (Corallium rubrum), importante anche per l'economia della città di Alghero e rappresentato anche nel suo stemma comunale.

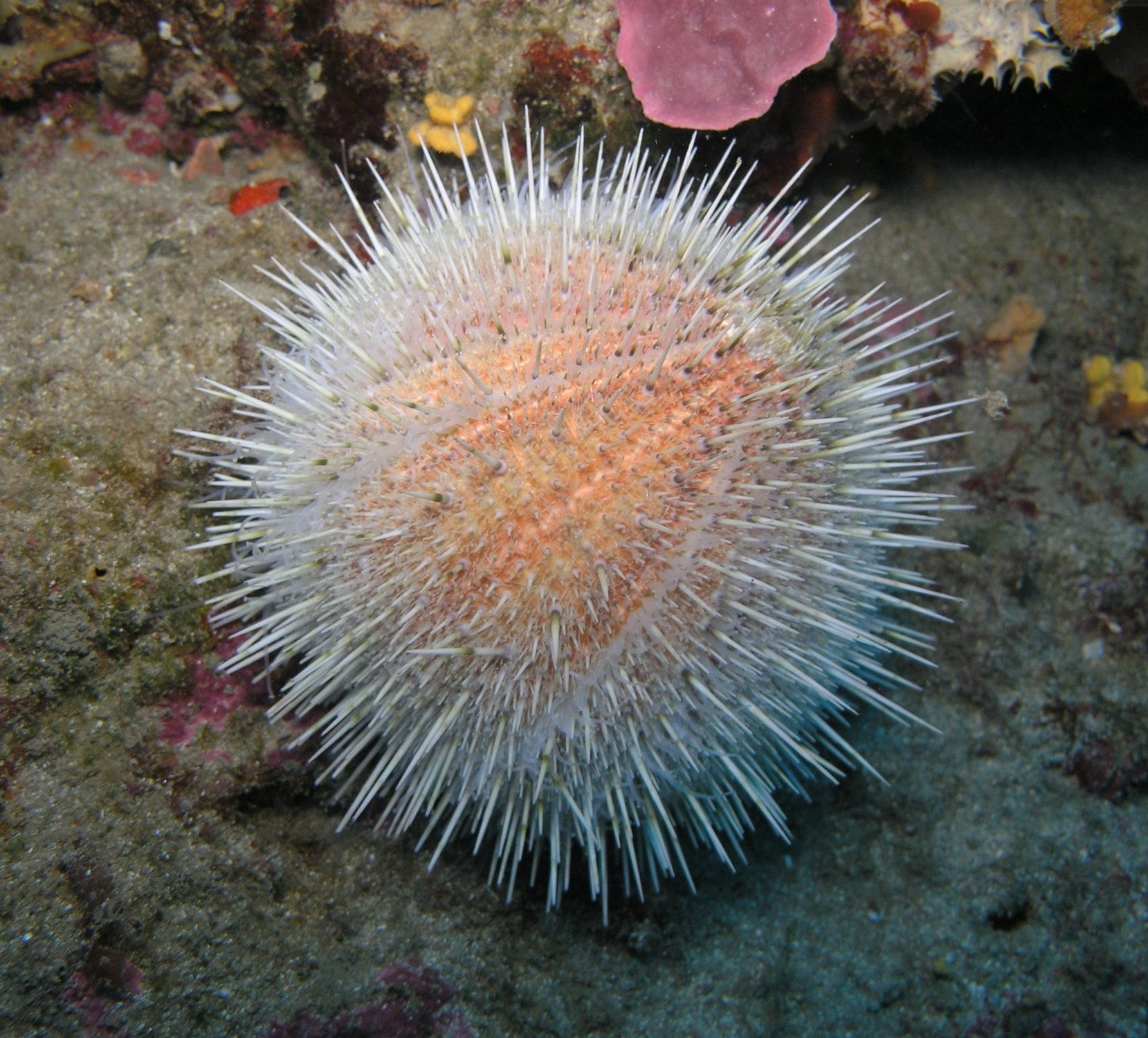
Il riccio melone (Echinus Melo) fotografato sotto Capo Caccia a circa -35 m

Tutti i tipi di crostacei Mediterranei vivono in grande abbondanza nelle acque e nelle grotte dell'area marina protetta, i più importanti sono l'aragosta mediterranea (Palinurus elephas), l'astice (Homarus gammarus), la cicala di mare (Magnosa Scyllarides latus), il granchio facchino (Dromia personata), il gambero meccanico (Stenopus spinosus), la galatea strigosa (Galatheoidea) ed il gamberetto rosso (Parapandalus narval). Nella prateria di posidonia vivono le nacchere (Pinna nobilis) soprattutto nel golfo di Porto Conte, oltre a molte specie di pesci e crostacei che abitano stabilmente tra le lunghe foglie di questa pianta. Tra i pesci la maggiore ricchezza, in termini di numero di specie presenti nelle acque dell'area marina protetta, è rappresentata da numerose cernie, in gran numero la cernia bruna (Epinephelus marginatus), vari esemplari di dotto (Epinephelus costae) e qualche cernia bianca (Epinephelus aeneus) ma anche da famiglie dei labridi e degli sparidi. Tra le specie ittiche più comuni vi sono il re di triglie (Apogon imberbis), la bavosa bianca (Parablennius rouxi), la mennola (Spicara maena), lo zerro (Spicara smaris), il ghiozzo listato (Gobius vittatus), la donzella (Coris julis), il tordo codanera (Centrolabrus melanocercus), il tordo merlo (Labrus merula), il tordo marvizzo (Labrus viridis), il tordo fasciato (Symphodus doderleini), il tordo rosso (Symphodus mediterraneus), il tordo ocellato (Symphodus ocellatus), il tordo verde (Symphodus roissali), il tordo musolungo (Symphodus rostratus), il tordo pavone (Symphodus tinca), la donzella pavonina (Thalassoma pavo), il branzino (Dicentrarchus labrax), la triglia di scoglio (Mullus surmuletus), la murena mediterranea (Muraena helena), il grongo (Conger conger), lo sparaglione (Diplodus annularis), il sarago pizzuto (Diplodus puntazzo), il sarago maggiore (Diplodus sargus sargus), il sarago fasciato (Diplodus vulgaris), la salpa (Sarpa salpa), la tanuta (Spondyliosoma cantharus), il peperoncino giallo (Tripterygion delaisi) ed il peperoncino (Tripterygion tripteronotus).
Tra le falesie e le scogliere nidificano molte specie di uccelli marini ed i più comuni tra questi sono la berta maggiore (Calonectris diomedea), la berta minore (Puffinus puffinus) e l'uccello delle tempeste (Hydrobates pelagicus), oltre al gabbiano corso (Ichthyaetus audouinii) ed al marangone dal ciuffo (Phalacrocorax aristotelis) che hanno i loro siti di nidificazione presso Cala della Barca.

## Punti di interesse

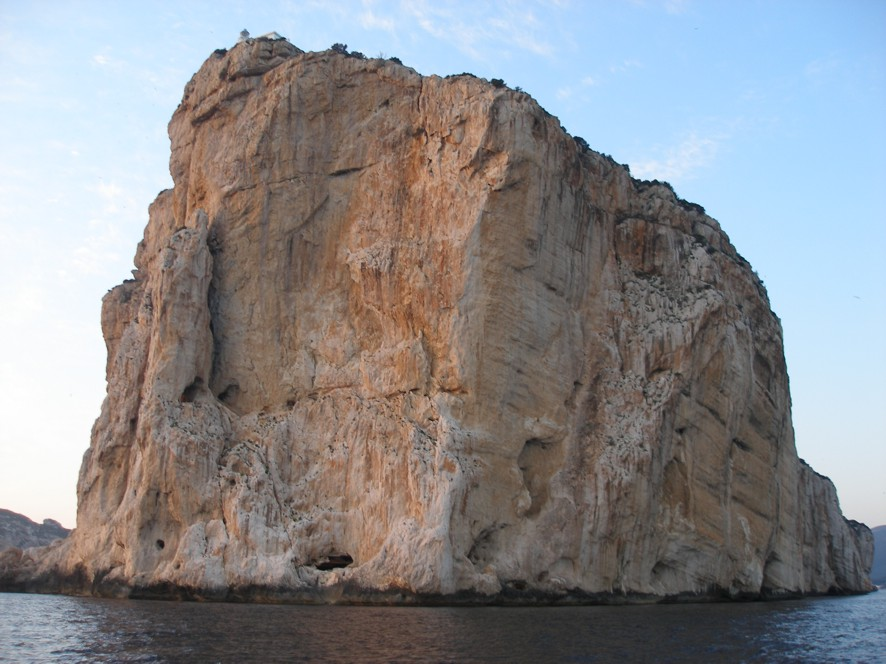
Il promontorio di Capo Caccia.

I luoghi di particolare interesse dal punto di vista naturalistico, geologico e della biodiversità sono molteplici, sia sulla terraferma sia nelle profondità marine. La linea di costa si presenta piuttosto movimentata, con l'alternarsi di strapiombi a picco sul mare che si sviluppano per una lunghezza di 2.500 metri e che offrono la possibilità di svolgere diverse attività, come l'osservazione e lo studio degli ambienti costieri e la visita ai siti archeologici della zona. È inoltre possibile praticare il bird watching, il trekking, la fotografia e la speleologia. I fondali e le grotte sommerse offrono la possibilità di praticare le immersioni subacquee e lo studio della biologia marina.
Sulla terraferma si trovano numerosi siti naturalistici interessanti come:
- la foresta demaniale di Porto Conte "Le Prigionette"

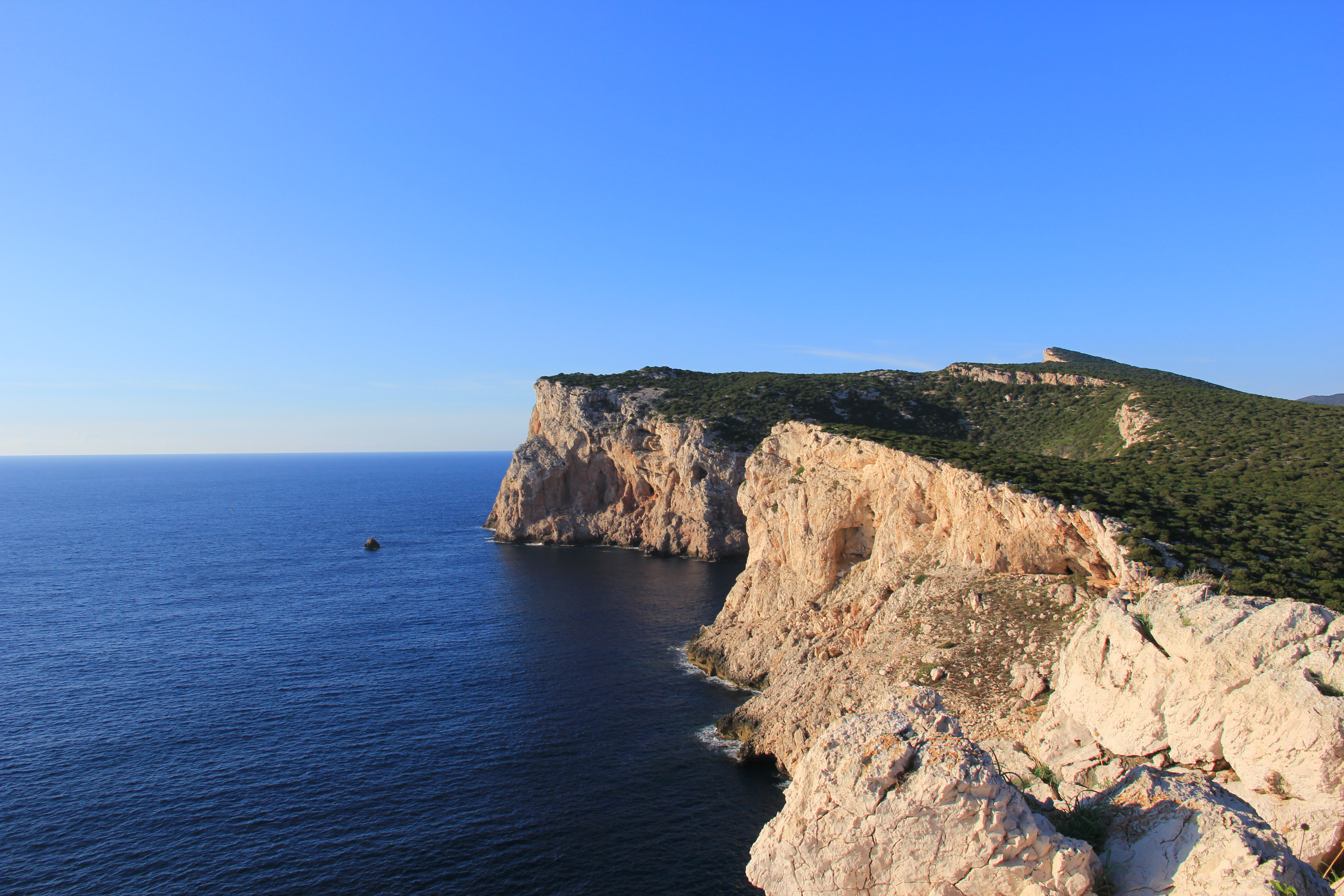

- Presso la foresta demaniale si trova l'oasi faunistica che ospita i daini, i cavallini della Giara e gli asinelli bianchi. Il complesso è visitabile liberamente ed offre diversi percorsi escursionistici e punti di ristoro[18];
- le Grotte di Nettuno 
Il complesso carsico si trova alla base della scogliera di Capo Caccia e può essere raggiunto attraverso motonavi che salpano dal porto di Alghero oppure discendendo una lunga scalinata (l'Escala del Cabirol) che parte dal piazzale di sosta di Capo Caccia fino a raggiungere l'ingresso della grotta[19];
- il lago di Baratz
È l'unico lago naturale della Sardegna. Si trova a breve distanza dal parco regionale, anche se non è incluso entro il suo perimetro di protezione[20];
- il promontorio di Capo Caccia 
La natura calcarea delle sue rocce ha portato alla formazione di numerose grotte. Sul promontorio si trova il faro di Capo Caccia;
- l'isola di Foradada
Si trova davanti al promontorio di Capo Caccia e deve il proprio nome alla grotta dei Palombi, creatasi per azione dell'erosione marina, che l'attraversa da parte in parte. Sull'isola si trova un raro endemismo, la Brassica insularis[21].

## Accessi
L'area protetta è facilmente raggiungibile da Alghero, da cui è distante poco più di 20 km, percorrendo la strada statale 127 bis in direzione di Fertilia e proseguendo fino all'arrivo a Tramariglio, sede dell'ente di gestione dell'area marina protetta, ospitata presso le strutture del Centro di Ricerca di Porto Conte. Arrivando da Sassari si percorre la strada statale 291 fino all'immissione nella strada provinciale numero 55 che giunge all'interno del parco naturale regionale di Porto Conte. Si giunge infine alla località di Tramariglio seguendo le indicazioni stradali.

## Attività
Compatibilmente con il livello di protezione specifico, nel territorio dell'area marina protetta è consentito svolgere molte attività. Mentre nella riserva integrale (identificata dalla zona A) è consentito solo lo svolgimento di attività connesse alla ricerca scientifica ed alla tutela del territorio stesso, nelle zone di riserva generale e parziale (zona B e zona C) è consentita la balneazione, l'immersione subacquea (per accedere alle grotte subacquee è necessaria l'autorizzazione dell'ente gestore), la navigazione rispettando i limiti di velocità imposti dall'ente gestore, l'ormeggio nelle aree predisposte, la pesca professionale, la pesca turismo e la pesca sportiva, anch'esse disciplinate dalle regole dell'ente di gestione. Non è consentita, invece, la pesca subacquea sportiva, mentre è consentita la pesca subacquea professionale esclusivamente per la sola raccolta del riccio di mare, nei periodi consentiti dalla legge.